# Gaferut
Gaferut, en puluwat Fayu, est une petite île inhabité des îles Carolines dans l'océan Pacifique. Elle est rattachée administrativement à la municipalité de Faraulep dans l'État de Yap dans les États fédérés de Micronésie. L'île est depuis longtemps pour les habitants des îles et atolls voisins un lieu de chasse à la tortue, qui se pratique en avril et mai. Gaferut est un point de repère en mer pour les Micronésiens effectuant de longs trajets entre les îles.

## Gaferut, une île étape

Carte d'une portion de la Micronésie figurant Gaferut et les îles et atolls alentour.

## Géographie

### Localisation et géologie
L'île est située à 115 km au nord-est de Faraulep, à respectivement 210 km et 275 km au nord-ouest d'Elato et de Satawal et à 790 km à l'est des îles Yap.
Gaferut est un atoll surélevé culminant à trente mètres d'altitude. L'île émerge sur la partie sud d'un plateau sous-marin de 1,5 km de long pour 1 km de large. Un récif frangeant disposé en un croissant sur le côté Est protège un lagon peu profond qui entoure l'île. Celle-ci est un assemblage de calcaire corallifère compacté, de débris de corail et de sables fins et grossier. Elle mesure 500 m de long pour 150 m de large et s'étend sur moins de 10 hectares.

### Environnement
Le climat de Gaferut est tropical humide. L'île est couverte d'une forêt de cocotiers et de veloutiers,. Elle comporte une importante colonie d'oiseaux marins et est un site de nidification de tortues. Une exploitation du phosphate a eu lieu en 1935. L'absence d'eau douce rend impossible une occupation humaine continue. La mise en place de mesures de protections a été recommandée en 1980 dans un rapport de l'Union internationale pour la conservation de la nature, mais elle n'a pas reçu de suite de la part du gouvernement des États fédérés de Micronésie.

## Histoire
Les îles Carolines, dont fait partie l'île de Gaferut, sont sous domination espagnole depuis le XVIe siècle. En 1885, à la suite d'un conflit entre l'Espagne et l'Allemagne, l'arbitrage du pape Léon XIII confirme leur possession à l'Espagne contre des avantages commerciaux pour l'Allemagne. Celle-ci acquiert ces îles en 1899 et les intègre à la Nouvelle-guinée allemande. Au début de la Première Guerre mondiale, en 1914, l'empire du Japon occupe la zone. Cette occupation est légalisée dans le cadre du mandat des îles du Pacifique créé en 1919 par la Société des Nations. Les îles Carolines passent sous le contrôle des États-Unis en 1944 qui les administrent en tant que Territoire sous tutelle des îles du Pacifique dans le cadre d'un mandat de l'ONU reçu en 1947. Les États fédérés de Micronésie accèdent à l'indépendance en 1986.

## Toponymie
L'île de Gaferut a été anciennement dénommée Fayaew, Faijo, Girimesu, Gurimesu To, Grimes, Goferut ou High. Elle est nommée Fayo en woléaïen ou Fayu en puluwat, ce qui signifie pierre ou rocher.
S. H. Riensenberg constate des dissemblances entre plusieurs toponymes donnés par les Polowatais et des appellations européennes des XIXe siècle et XXe siècle : respectivement Fayu pour Gaferut, Pigailo pour West Fayu, Pik pour Pikelot. Il présume que ceci est la conséquence d'une incompréhension entre les micronésiens et les navigateurs européens. Ces derniers ont pris le nom de Kafeŕoor, un lieu mythique, pour un lieu réel et ils n'ont pas su attribuer les toponymes qui leur étaient donnés aux bonnes îles ou les ont fusionnés dans le cas de Pikelot.

## Administration
Gaferut est rattaché administrativement à la municipalité de Faraulep dans l'État de Yap des États fédérés de Micronésie.

Situation de Pikelot
États fédérés de Micronésie.
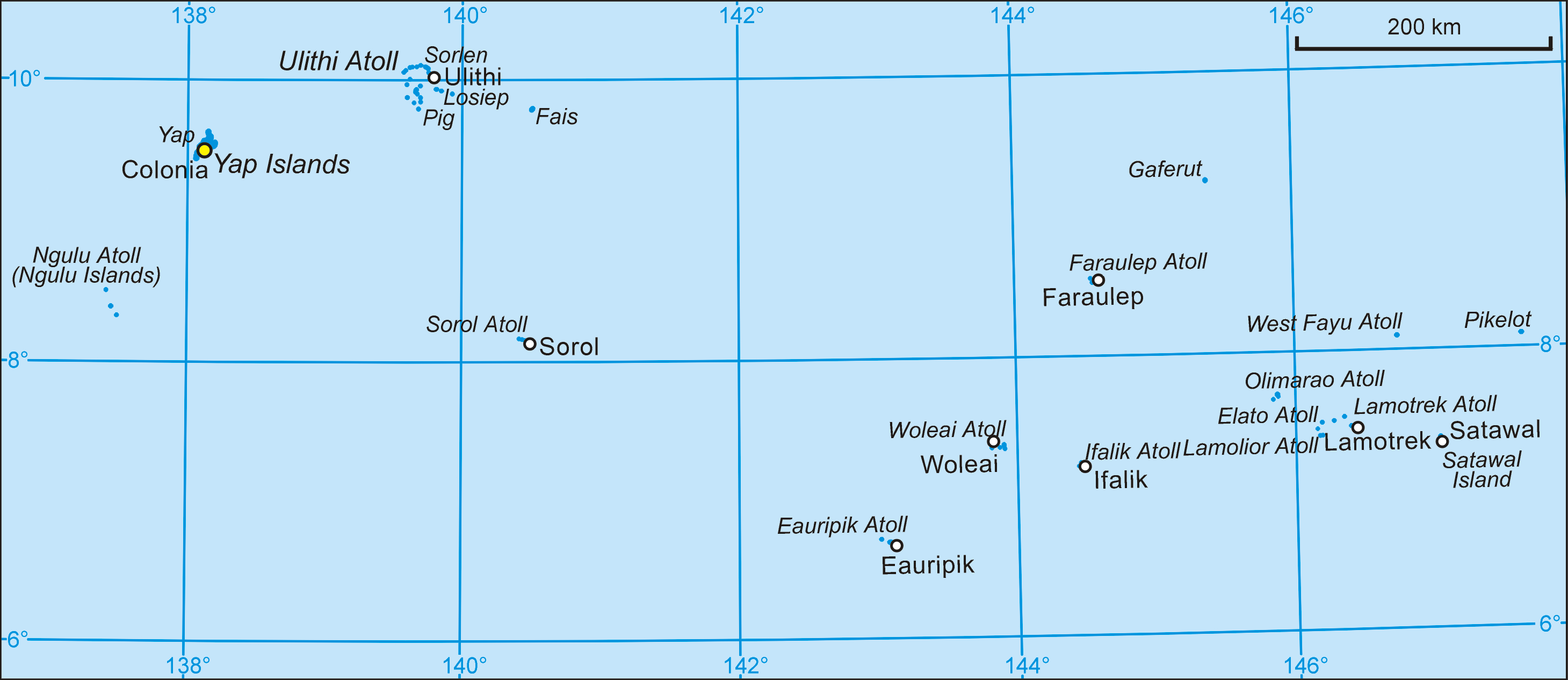
État de Yap.